# Mentor (Wisconsin)
Mentor es un pueblo ubicado en el condado de Clark en el estado estadounidense de Wisconsin. En el Censo de 2010 tenía una población de 584 habitantes y una densidad poblacional de 6,3 personas por km².

## Geografía
Mentor se encuentra ubicado en las coordenadas 44°33′17″N 90°52′4″O / 44.55472, -90.86778. Según la Oficina del Censo de los Estados Unidos, Mentor tiene una superficie total de 92.7 km², de la cual 92.12 km² corresponden a tierra firme y (0.63%) 0.58 km² es agua.

## Demografía
Según el censo de 2010, había 584 personas residiendo en Mentor. La densidad de población era de 6,3 hab./km². De los 584 habitantes, Mentor estaba compuesto por el 93.66% blancos, el 0% eran afroamericanos, el 0.86% eran amerindios, el 1.37% eran asiáticos, el 0% eran isleños del Pacífico, el 3.6% eran de otras razas y el 0.51% pertenecían a dos o más razas. Del total de la población el 4.45% eran hispanos o latinos de cualquier raza.